# Новомиколаївка (Сумський район)
Новомикола́ївка — село в Україні, у Хотінській селищній громаді Сумського району Сумської області. Населення становить 133 осіб. До 2016 орган місцевого самоврядування — Олексіївська сільська рада.

## Географія
Село Новомиколаївка знаходиться на відстані до 2-х км від сіл Водолаги, Володимирівка, Олексіївка і селище Варачине. По селу протікає пересихаючий струмок з греблею.

## Історія
12 червня 2020 року, відповідно до Розпорядження Кабінету Міністрів України № 723-р «Про визначення адміністративних центрів та затвердження територій територіальних громад Сумської області» увійшло до складу Хотінської селищної громади.
19 липня 2020 року, в результаті адміністративно-територіальної реформи та ліквідації Сумського району(1923-2020), село увійшло до новоутвореного Сумського району.
16 липня 2024 року російські війська обстріляли село. Зафіксовано 5 вибухів, ймовірно міномет 120 мм.